# جوردان
جوردان (بالإنجليزية: Jordan, Minnesota)‏ هي مدينة تقع في ولاية مينيسوتا في الولايات المتحدة. تبلغ مساحة هذه المدينة 8.57 (كم²)، وترتفع عن سطح البحر 235 م، بلغ عدد سكانها 5470 نسمة في عام 2010 حسب إحصاء مكتب تعداد الولايات المتحدة.

## التركيبة السكانية
قام مكتب تعداد الولايات المتحدة بتحديد بيانات التركيبة السكانية لجوردانفي تعداد الولايات المتحدة. في ما يلي، التركيبة السكانية حسب تعدادي 2000 و2010.

### تعداد عام 2000
بلغ عدد سكان جوردان 3,833 نسمة بحسب تعداد عام 2000، وبلغ عدد الأسر 1,349 أسرة وعدد العائلات 980 عائلة مقيمة في المدينة. في حين سجلت الكثافة السكانية 1,466.5 نسمة لكل ميل مربع (566.2/كم2). وبلغ عدد الوحدات السكنية 1,423 وحدة بمتوسط كثافة قدره 544.4 نسمة لكل ميل مربع (210.2/كم2).
وتوزع التركيب العرقي للمدينة بنسبة 94.08% من البيض و 0.60% من الأمريكيين الأصليين و 0.18% من الأمريكيين ذوي الأصول الآسيوية و 0.50% من الأمريكيين الأفارقة و 1.54% من عرقين مختلطين أو أكثر.
None
None

### تعداد عام 2010
بلغ عدد سكان جوردان 5,470 نسمة بحسب تعداد عام 2010، وبلغ عدد الأسر 1,871 أسرة وعدد العائلات 1,428 عائلة مقيمة في المدينة. في حين سجلت الكثافة السكانية 1,662.6 نسمة لكل ميل مربع (641.9/كم2). وبلغ عدد الوحدات السكنية 1,961 وحدة بمتوسط كثافة قدره 596.0 لكل ميل مربع (230.1/كم2).
وتوزع التركيب العرقي للمدينة بنسبة 92.4% من البيض و 0.8% من الأمريكيين الأصليين و 1.3% من الأمريكيين ذوي الأصول الآسيوية و 0.6% من الأمريكيين الأفارقة و 2.4% من عرقين مختلطين أو أكثر.
بلغ عدد الأسر 1,871 أسرة كانت نسبة 48.5% منها لديها أطفال تحت سن الثامنة عشر تعيش معهم، وبلغت نسبة الأزواج القاطنين مع بعضهم البعض 59.9% من أصل المجموع الكلي للأسر، ونسبة 9.8% من الأسر كان لديها معيلات من الإناث دون وجود شريك، بينما كانت نسبة 6.6% من الأسر لديها معيلون من الذكور دون وجود شريكة وكانت نسبة 23.7% من غير العائلات. تألفت نسبة 18.4% من أصل جميع الأسر من أفراد ونسبة 6.5% كانوا يعيش معهم شخص وحيد يبلغ من العمر 65 عاماً فما فوق. وبلغ متوسط حجم الأسرة المعيشية 3.35، أما متوسط حجم العائلات فبلغ 2.92.
بلغ العمر الوسطي للسكان 31.8 عاماً. وكانت نسبة 34% من القاطنين تحت سن الثامنة عشر، وكانت نسبة 6.1% بين الثامنة عشر والأربعة وعشرون عاماً، ونسبة 32.9% كانت واقعةً في الفئة العمرية ما بين الخامسة والعشرون حتى والأربعة وأربعون عاماً، ونسبة 20.8% كانت ما بين الخامسة والأربعون حتى الرابعة والستون، ونسبة 6.1% كانت ضمن فئة الخامسة والستون عاماً فما فوق. وتوزع التركيب الجنسي للسكان بنسبة 50.0% ذكور و50.0% إناث.

## وصلات خارجية
- www.jordan.govoffice.com
- The US50 - Cities and Towns in Minnesota State